# Sladojevo Kopito
Sladojevo Kopito este un sat din comuna Danilovgrad, Muntenegru. Conform datelor de la recensământul din 2003, localitatea are 549 de locuitori (la recensământul din 1991 erau 233 de locuitori).

## Demografie
În satul Sladojevo Kopito locuiesc 409 persoane adulte, iar vârsta medie a populației este de 37,1 de ani (37,1 la bărbați și 37,1 la femei). În localitate sunt 158 de gospodării, iar numărul mediu de membri în gospodărie este de 3,47.
Populația localității este foarte eterogenă.
|  |

| Demografie | Demografie | Demografie |
| An         | Locuitori  | Locuitori  |
| ---------- | ---------- | ---------- |
|            |            |            |
|            |            |            |
|            |            |            |
|            |            |            |
| 1948       | 202        |            |
| 1953       | 284        |            |
| 1961       | 150        |            |
| 1971       | 134        |            |
| 1981       | 124        |            |
| 1991       | 233        | 232        |
| 2003       | 551        | 549        |

| \| Componența etnică conform recensământului din 2003[2] \| Componența etnică conform recensământului din 2003[2] \| Componența etnică conform recensământului din 2003[2] \| Componența etnică conform recensământului din 2003[2] \| Componența etnică conform recensământului din 2003[2] \| \| ----------------------------------------------------- \| ----------------------------------------------------- \| ----------------------------------------------------- \| ----------------------------------------------------- \| ----------------------------------------------------- \| \| \| \| \| \| \| \| Muntenegreni \| Muntenegreni \| \| 335 \| 61,02% \| \| Sârbi \| Sârbi \| \| 190 \| 34,6% \| \| Croați \| Croați \| \| 2 \| 0,36% \| \| Sloveni \| Sloveni \| \| 2 \| 0,36% \| \| Maghiari \| Maghiari \| \| 1 \| 0,18% \| \| Macedoneni \| Macedoneni \| \| 1 \| 0,18% \| \| necunoscută \| necunoscută \| \| 0 \| 0% \| |              |  |     |        |
| Componența etnică conform recensământului din 2003 |              |  |     |        |
| |              |  |     |        |
| Muntenegreni | Muntenegreni |  | 335 | 61,02% |
| Sârbi | Sârbi        |  | 190 | 34,6%  |
| Croați | Croați       |  | 2   | 0,36%  |
| Sloveni | Sloveni      |  | 2   | 0,36%  |
| Maghiari | Maghiari     |  | 1   | 0,18%  |
| Macedoneni | Macedoneni   |  | 1   | 0,18%  |
| necunoscută | necunoscută  |  | 0   | 0%     |